# 波利亞諾夫卡條約

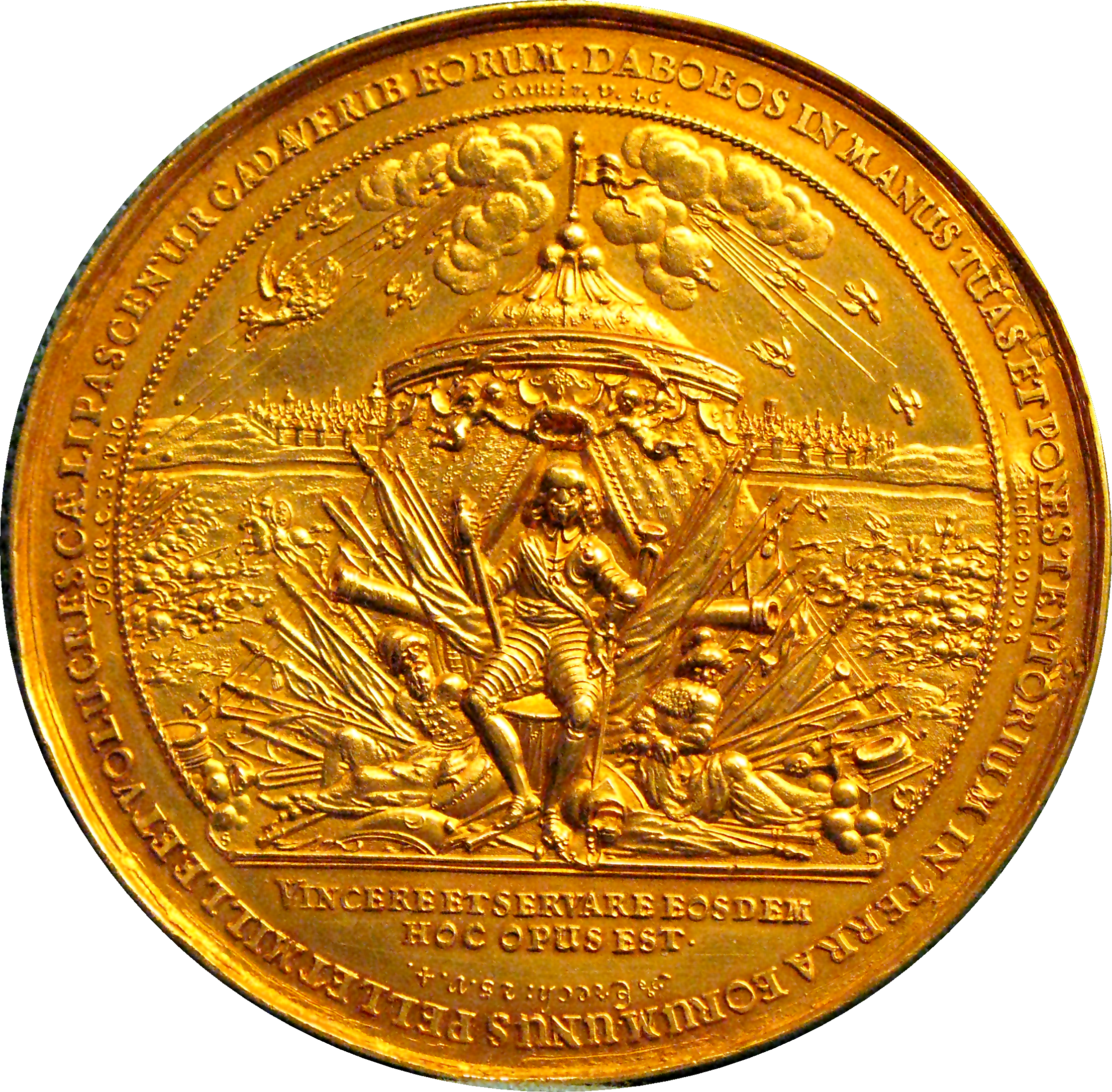
纪念瓦迪斯瓦夫四世·瓦萨在1634年于斯摩棱斯克战胜俄罗斯的奖章

《波利亞諾夫卡條約》（波蘭語：  Polanów，又称“波利亞諾夫卡/波蘭諾夫和平条约”），是1634年6月14日波蘭立陶宛聯邦和俄羅斯沙皇國在維亞濟馬和多羅戈布日之間的波利亚诺夫卡河附近的Semlevo村簽署的和約。

## 内容
条约的签订是斯摩棱斯克战争的结果。1634年4月30日談判開啟前，波蘭立陶宛在別拉雅包圍戰以失敗告終。總體上確認了《德烏里諾條約》规定的1619年聯邦領土狀態，即斯摩倫斯克屬於立陶宛大公和切爾尼戈夫屬於波蘭國王。俄羅斯還以向瓦迪斯瓦夫四世支付價值两万卢布的黄金作为巨額代價，換取對方同意辭去莫斯科的沙皇之位、放棄對沙皇權位的聲索並將皇室徽章歸還給莫斯科。沙皇也放棄掉對愛沙尼亞、利沃尼亞及库尔兰和瑟米加利亚公国的聲索。俄羅斯同時還要再支付價值20万卢布的白銀作為战争赔款。
當時的瓦迪斯瓦夫雖佔上風，但仍試圖拉攏俄羅斯組成對抗瑞典的聯盟；因此為展示個善意姿態，他同意了將邊境城鎮謝爾佩斯克和周邊領土交予俄羅斯人。然而這個聯盟從未有達成到，因為波兰立陶宛瑟姆在斯圖姆斯卡·維什條約後不再有意願對戰瑞典，隨後提出了反對，俄羅斯人見此意識到是不會有任何益處在這聯盟關係裡。雙方還就戰俘交換和一項貿易條約達成了共識。 
該條約結束了由17世紀初以來幾乎不間斷的波俄戰爭，在此之間波蘭是作為一個擴張方，波蘭的東方策略，即掌控莫斯科或扶植受其影響的王位繼承人，是未有成功。作為抵禦方的莫斯科則不能接受沒有奪取到魯塞尼亞。這個和約正式維持到聯邦東部邊界在一世代裡的穩定，不過實際在地確定整個界線的劃定耗時達到十年。持續的邊界商討會最後變成無功而終止。另一邊廂俄羅斯人持續有著要變更談判的表現，包括了單方引入（協定）變更，意圖利用偽造的和約副本，和米哈伊一世逃避批准（協定），令到「對聯邦的希臘態度」（Greek faith in the Commonwealth）作為不足和缺省的同義詞而為人所知。瓦迪斯瓦夫曾想徹底安定好東部邊境問題以求在預計對土耳其戰爭中得到俄羅斯好處，這種讓步差一點由於造成立陶宛貴族們的抵制而引致1645年爆發戰爭（土耳其事件）。
1654年時俄羅斯瞄準聯邦內哥薩克暴動的機會，打破了和約，進而開始向聯邦進行擴張的政策。